# Brasão de Colombo (Paraná)

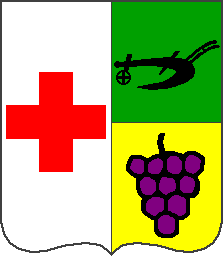
Brasão de Armas do Município de Colombo.

O brasão de Colombo é um dos símbolos oficiais do município, ao lado da bandeira e do hino e foi adotada por força da lei municipal nº 14, de 27 de agosto de 1973, no Palácio Municipal de Colombo, durante a gestão do prefeito municipal Riolando Fransolino. O projeto original para o desenho do brasão é de autoria do professor Sebastião Ferrarini.

## Brasão de Colombo
O brasão do município de Colombo é composto de um escudo do tipo tripartido somático, com um campo à direita que vai de cima para baixo, com a metade da área total do escudo, correspondendo à parte fundamental, que é todo em branco, tendo ao centro uma cruz grega quadrada toda em vermelho. O campo à esquerda do escudo é dividido em duas partes iguais: o campo esquerdo superior, todo em verde, tendo ao centro um arado preto. O campo esquerdo inferior, todo em amarelo, tendo ao centro um cacho de uva.
O brasão de Colombo possui algumas particularidades, no que diz respeito a heráldica domicilar. Ao contrário do que que ocorre na maioria dos demais brasões de município brasileiros, este não possui coroa mural, listel e tenentes.

## Proporção
O brasão oficial do município de Colombo, em conformidade com as regras heráldicas obedece em qualquer reprodução para exibição pública, com uma proporção de sete módulos de comprimento por oito de altura, tomados do escudo.

## Simbolismo
Cada um dos elementos e cores do brasão possui um significado próprio:
- Branco: paz;
- Cruz grega quadrada vermelha: sacrifício e trabalho;
- Verde e amarelo: cores da bandeira brasileira;
- Arado preto: a terra virgem desbravada pelo imigrante italiano, extraindo dela riquezas, representando a economia;
- Cacho de uva: o fruto do trabalho do homem, tirando do solo, uma das riquezas principais do município.